# Bahía de Banderas
Bahía de Banderas là một đô thị thuộc bang Nayarit, México. Năm 2005, dân số của đô thị này là 83739 người.